# Alpi Pioneer 400

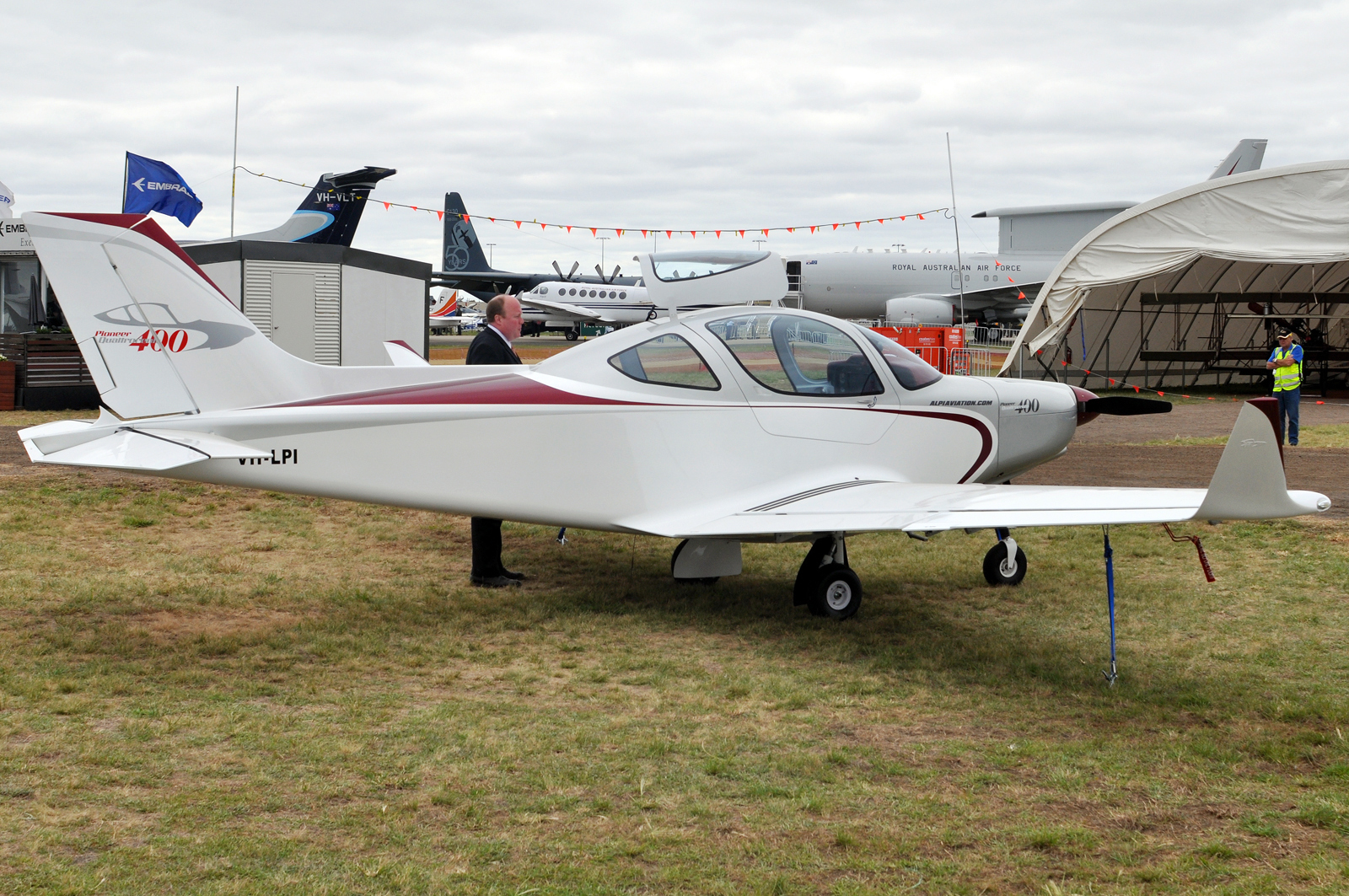
Alpi Aviation Pioneer 400 Quattrocento

L'Alpi Pioneer 400 est un avion à ailes basses conçu par l'entreprise italienne Alpi Aviation.

## Capacités
L'Alpi Pioneer 400 est un avion qui possède 4 places, il est capable de voler jusqu'à 250 km/h et sa VNE est de 296 km/h. Il a une MTOW de 750 kg.